# De blauwe schuit (gedicht)

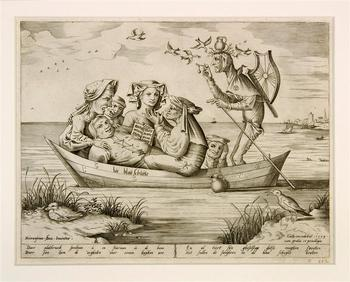
Prent met de Blauwe Schuit, door Pieter van der Heyden

De blauwe schuit of Vander Blauwen Scute is een satirisch gedicht dat al in de vijftiende eeuw bekend was.
In De blauwe schuit worden vertegenwoordigers van allerlei groeperingen die 'ongewenst' gedrag vertonen, aangespoord daar zeker mee door te gaan en plaats te nemen in een blauwe schuit. Dan konden ze daarin afgevoerd worden. De tekst houdt de burgerij een spiegel voor van gewenst en navolgenswaardig burgerlijk gedrag. Wie zich daar niet aan houdt, wordt uitgesloten. Zo werkt ideologie.
De aanhef van het gedicht ontbreekt waardoor de interpretatie van de tekst onzeker is.
De tekst heeft gefunctioneerd tijdens de stedelijke vastenavondviering (carnaval). Bij de vastenavondviering werden de bestaande en gepropageerde normen en waarden tijdelijk omgekeerd. Zo kon men even stoom afblazen.